# Trasporto eccezionale

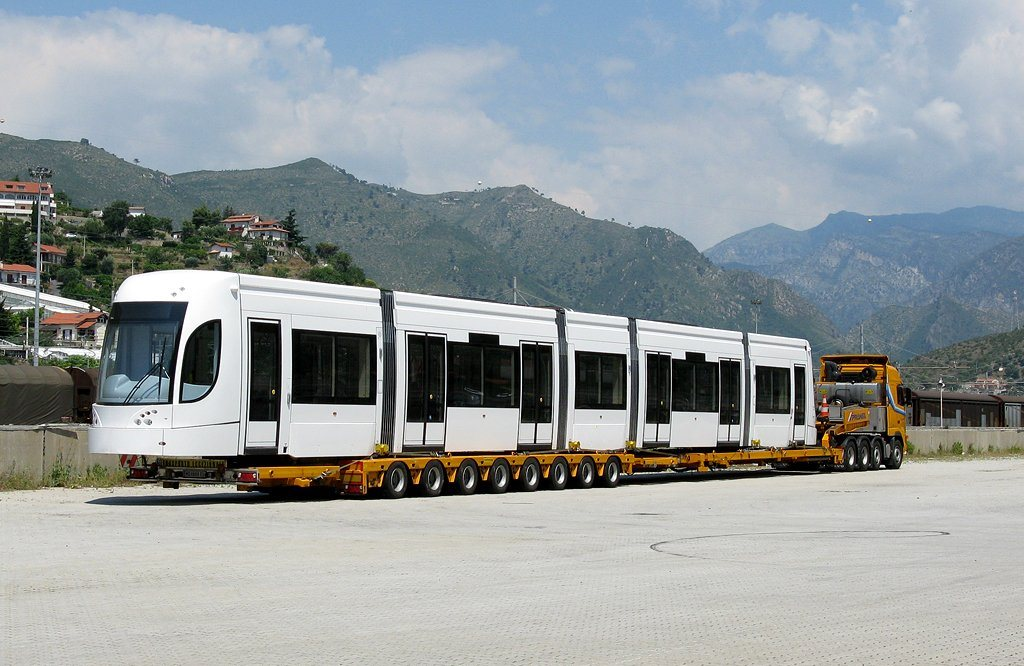
Trasporto eccezionale

Per trasporto eccezionale si intende quel tipo di trasporto di merci su strada che eccede i limiti di sagoma, massa o sicurezza dettati dal codice della strada.

## Normativa

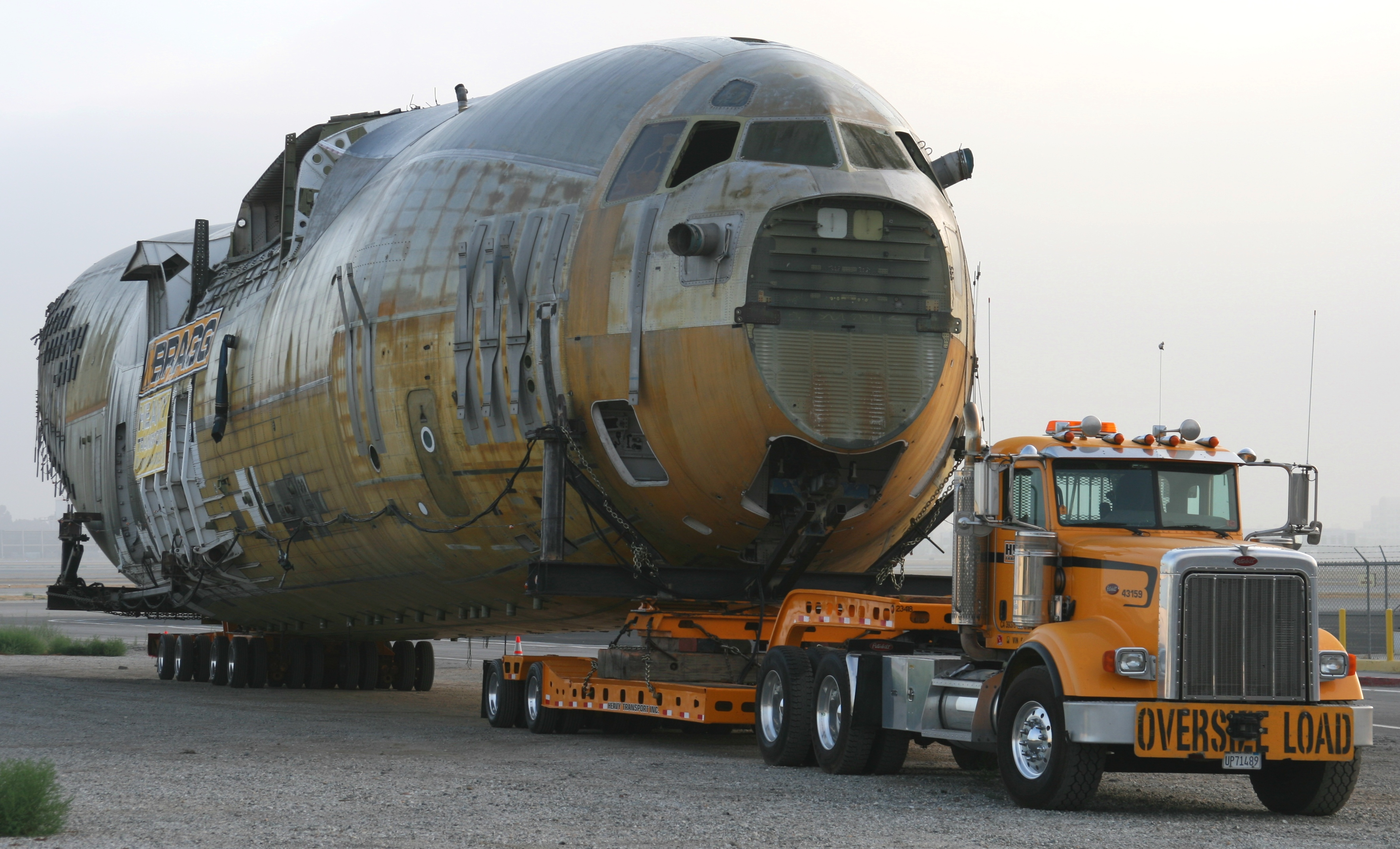
Trasporto eccezionale negli Stati Uniti di una parte di fusoliera di un Boeing C-17 Globemaster III utilizzata per delle prove. Sul mezzo di trasporto si legge l'avvertenza "OVERSIZE LOAD".

Questo tipo di trasporti è generalmente normato specificamente dai relativi codici della strada nazionali.

### Italia
Questo tipo di trasporto, che si definisce in relazione a veicoli o complessi che eccedono i limiti di sagoma o di massa dettati rispettivamente dagli artt. 61 e 62 del Codice della Strada, è regolato dall'art.10 dello stesso. I trasporti eccezionali si caratterizzano per sagoma e/o per massa, e possono essere dovuti alle caratteristiche del mezzo in sé (veicolo eccezionale) o a quelle del carico (sporgente o di peso tale da superare i limiti di categoria previsti a pieno carico).
I trasporti eccezionali possono essere compiuti da imprese che per conto proprio o conto terzi, come missione o come necessità, necessitano di esercitare tale attività.
Tali trasporti devono disporre e utilizzare lampeggianti gialli o arancio, indicatori di direzione funzionanti contemporaneamente e pannelli retroriflettenti e pannelli con indicazione "TRASPORTO ECCEZIONALE".
A seconda delle dimensioni del convoglio, della strada percorsa o per particolari prescrizioni, il trasporto eccezionale può dover essere eseguito con l'ausilio di una scorta tecnica.

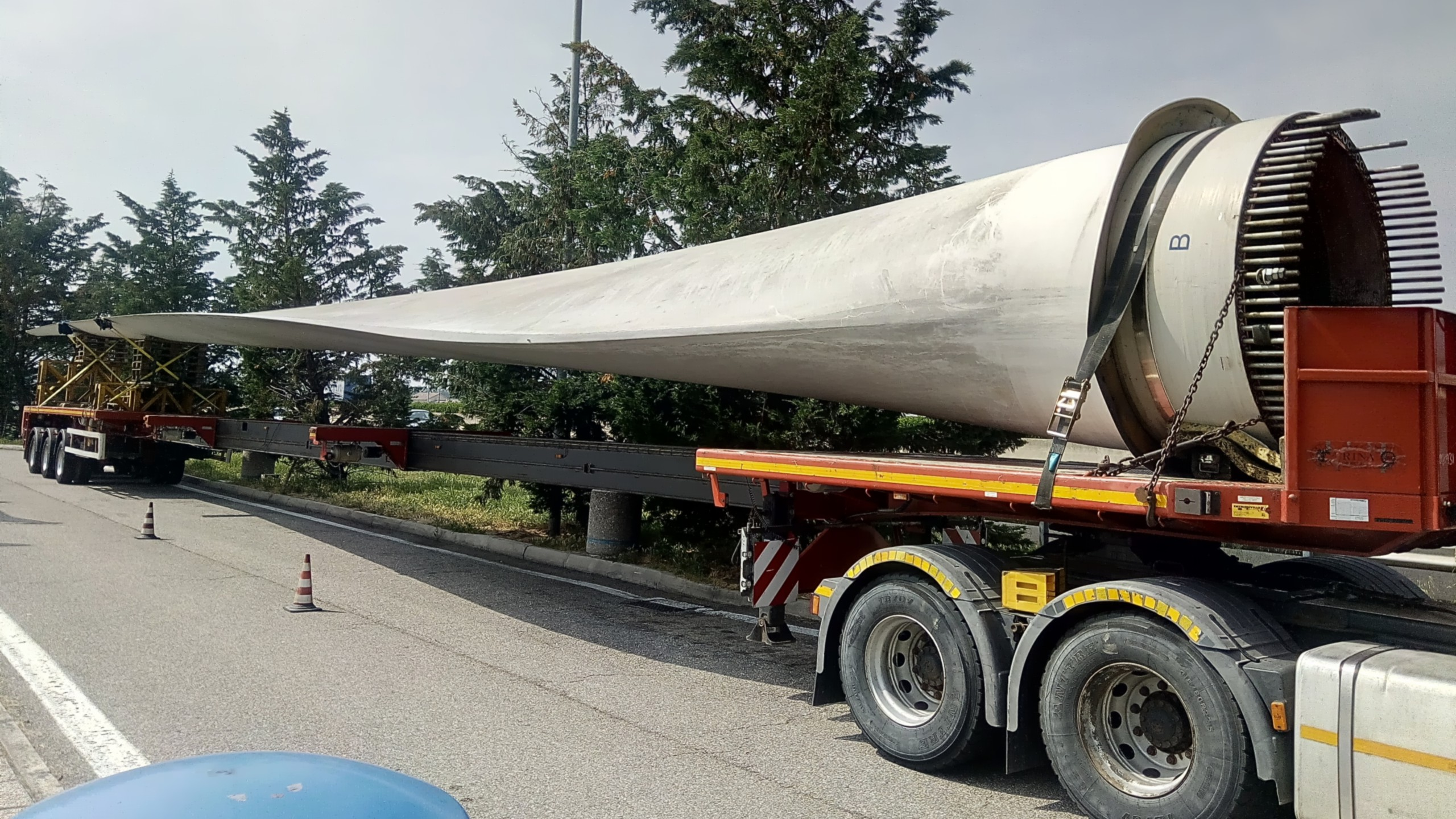
Trasporto eccezionale di una pala eolica